# كارلوس هوغو
كارلوس هوغو (بالفرنسية: Charles-Hugues de Bourbon-Parme )‏ (و. 1930 – 2010 م) هو سياسي من فرنسا، وإسبانيا، ولد في باريس، توفي في برشلونة، عن عمر يناهز 80 عاماً، بسبب سرطان.

## التعليم
تعلم في جامعة أوكسفورد.

## روابط خارجية
- كارلوس هوغو على موقع مونزينجر (الألمانية)